# Segundo milénio d.C.
O segundo milénio d.C. foi o período de tempo que teve início em 1 de janeiro de 1001 e terminou em 31 de dezembro de 2000, abrangendo a Idade Média Plena, a Baixa Idade Média, a Renascença, a Idade Moderna, o Colonialismo, a industrialização e o surgimento dos estados-nação, culminando no século XX com o impacto da ciência e a educação, medicina e vacinação universal. Os séculos de escaladas de conflitos com armas de alta tecnologia (das guerras mundiais e bombas nucleares) são contrabalanceados pela urgência de movimentos pacifistas levados a cabo pelas Nações Unidas, pelo Corpo da Paz, por médicos e enfermeiros que cruzam fronteiras para tratar doenças e ferimentos e o retorno das Olimpíadas como forma de enfrentamento sem combate entre países.
Cientistas prevaleceram em definir a liberdade intelectual; e novas tecnologias são desenvolvidas por governos, indústrias e centros de pesquisa ao redor do mundo, com educação compartilhada por inúmeras conferências internacionais e publicações especializadas. O desenvolvimento da prensa móvel, do rádio, da televisão e da internet ajudaram a propagar informação, e no final do século XX, bilhões de pessoas recebiam simultaneamente através de áudio, vídeo e impressos, entre outros meios, produções educativas, noticiosas ou de entretenimento.
A partir do século XVI, humanos migraram da Europa, África e Ásia para o Novo Mundo, dando início ao cada vez mais constante processo de globalização. O entrelaçamento de mercados internacionais levou à formação de corporações multinacionais, com escritórios em diversos países. Empreendimentos internacionais reduziram o impacto do nacionalismo no imaginário popular.
A população mundial dobrou durante os primeiros sete séculos do milênio (de 310 milhões em 1000 a 600 milhões em 1700), posteriormente aumentando dez vezes durante seus últimos três séculos, ultrapassando a marca de 6 bilhões em 2000.

## Calendário
O segundo milênio foi o período de tempo que iniciou-se em 1 de janeiro de 1001 e terminou em 31 de dezembro de 2000. Este é o segundo período de mil anos do Anno Domini.
O calendário Juliano foi adotado na Europa no começo do milênio; e todos os países que utilizaram-no acabaram por adotar o calendário Gregoriano quando do final do Juliano. Sendo assim, a data final é sempre calculada de acordo com o calendário Gregoriano, mas as datas iniciais seguem geralmente o calendário Juliano (ou, ocasionalmente, o calendário Gregoriano proléptico).
Este milênio é considerado popularmente como iniciado e finalizado um ano antes, ou seja, começando no ano 1000 e terminando no final de 1999. Apesar desta ser uma visão incorreta, muitas celebrações públicas pelo fim do milênio foram realizadas na passagem de 31 de dezembro de 1999 para 1 de janeiro de 2000, enquanto a data verdadeira, um ano depois, não recebeu o mesmo nível de comemorações. O equívoco deriva-se da suposição de que existe um ano zero, mas esse não é o caso deste calendário.

## Civilizações
As civilizações desta seção estão organizadas de acordo com o geoesquema das Nações Unidas.
| África | América                                          | Ásia | Europa | Oceania |
| --- | ------------------------------------------------ | --- | --- | ------- |
| - Califado Fatímida - Sultanato Mameluco do Cairo - Império Almorávida - Califado Almóada - Dinastia Saadi - Império do Mali - Império Songai - Califado de Socoto - Sultanato de Funje - Império Axânti - Reino do Daomé - Ifé - Império de Oió - Império do Benim - Reino do Congo - Reino Merina - Reino de Buganda - Reino de Ruanda - Reino do Burundi - Império de Quitara - Império Monomotapa - Império Maravi - Reino de Luba - Reino de Lunda - Reino Zulu | - Império Asteca - Império Inca - Estados Unidos | - Império Sique - Império Khmer - Império Bagan - Império Chola - Goryeo - Dinastia Sung - Império Hoysala - Império Seljúcida - Império Mongol - Dinastia Yuan - Dinastia Ming - Reino de Bisnaga - Dinastia Qing - Império Mogol | - Império Bizantino (330–1453) - Rússia de Quieve - Império Sérvio - Reino da Sérvia - Reino da Inglaterra - Sacro Império Romano-Germânico - Reino da França - Império colonial francês (1605–1960) - Reino da Hungria - Coroa de Aragão - Coroa de Castela - Império Otomano (1299–1922) - Segundo Império Búlgaro (1185–1396) - Reino da Polônia - Império Dinamarquês (1620–1953) - Império Espanhol (1402–1975) - Império Português (1415–1999) - Império Austríaco (1526–1918) - Império Britânico (1583–1997) |         |

## Eventos
Os eventos desta seção estão organizados de acordo com o geoesquema das Nações Unidas.
|              | África | América | Ásia | Europa | Oceania |
| ------------ | --- | --- | --- | --- | --- |
| Século XI    | 1043 Eze Nri Ìfikuánim torna-se o primeiro rei do Império de Nri 1054 Império Almorávida é estabelecido 1060 Império de Canem converte-se ao Islã                               | 1000 Cahokia (atual Illinois, EUA) torna-se capital regional da cultura mississippiana | 1008 O Conto de Genji é finalizado 1005 Tratado de Shanyuan é assinado 1044 É publicado Wujing Zongyao, com a receita da pólvora | 1054 Grande Cisma do Oriente divide a Igreja Católica 1088 Primeira universidade do mundo é fundada 1095 Primeira Cruzada                                                                                              | |
| Século XII   | 1143 Império Almorávida assume o lugar dos Almorávidas 1171 Saladino depõe os fatímidas e funda o Império Aiúbida 1173 Aiúbidas conquistam o território de Forte Ibrim em Núbia | 1100 Toltecas estabelecem sua capital em Tula 1124 Arnaldur é consagrado primeiro bispo da Groenlândia 1175 Destruição da civilização Tolteca | 1117 Bússola é usada para navegação 1150 Construção de Angkor Wat                                                                | 1169 Averróis traduz Aristóteles | |
|              | África | América | Ásia | Europa | Oceania |
| Século XIII  | 1200 Império Monomotapa é estabelecido no Zimbábue 1203 Sumangaru Cante conquista Império do Gana 1250 Soldados Mamelucos tomam o Império Aiúbida                               | 1200 Chichén Itzá é abandonada 1200 Manco Capac funda o Império de Cuzco 1200 Expansão do estado Chimu de Chimor | 1211 Gengis Cã forma seu império                                                                                                 | 1215 Magna Carta 1260 Consagração da Catedral de Chartres | 1200 Taitianos colonizam o Havaí |
| Século XIV   | 1324 Peregrinação de Musa I à Meca 1365 Cruzada liderada pelo rei de Chipre saqueia Alexandria 1375 Império Songai declara sua independência de Mali                            | 1315 Fundação de Tenochtitlán 1350 Nórdicos abandonam a Groenlândia 1350 Guerra entre os Incas e os Chimus | 1350 Café começa a ser consumido 1368 Zhū Yuánzhāng expulsa os mongóis do poder                                                  | 1348 Peste Negra 1350 Florescimento da moda 1382 Bíblia de Wycliffe | 1300 Imigração polinésia para a Nova Zelândia 1300 Havaí implementa sistema de castas 1300 Gigantescas estátuas de pedra são erigidas na Ilha de Páscoa |
|              | África | América | Ásia | Europa | Oceania |
| Século XV    | 1400 Capital do Império de Canem é realocada para Borno 1400 Os Funjes colonizam Alódia 1496 Espanha conquista Melilha, no Marrocos                                             | 1470 Incas conquistam o Império Chimu 1428 Astecas conquistam Azcapotzalco, aliam-se a Texcoco e Tlacopan e tornam-se o estado dominante do México 1492 Descobrimento da América                                                                              | 1407 Começam as obras da Cidade Proibida em Pequim 1431 Reino de Aiutaia conquista Angkor                                        | 1413 Filippo Brunelleschi introduz a perspectiva linear 1453 Império Otomano conquista Constantinopla 1439 Invenção da Imprensa por Gutenberg. 1455 É impressa a Bíblia de Gutenberg                                   | 1400 Tongas constroem centro cerimonial em Mu'a |
| Século XVI   | 1546 Império Songai conquista Niani 1509 Tráfico negreiro em direção às Américas 1517 Selim I captura o Egito 1535 Conquista de Túnis pelo Sacro Império Romano-Germânico       | 1535 Europeus descobrem o consumo de tabaco nas Américas 1537 Europeus descobrem o consumo de batata nas Américas 1545 Europeus descobrem prata em Potosí | | 1517 Publicação das 95 Teses 1543 Publicação de De Humani Corporis Fabrica 1596 Invenção do vaso sanitário em seu formato moderno                                                                                      | 1550 Maoris da Nova Zelândia constroem fortificações |
|              | África | América | Ásia | Europa | Oceania |
| Século XVII  | 1600 É fundado o Reino de Ruanda 1600 É fundado o Reino do Daomé 1644 Tem início a Guerra de Char Bouba                                                                         | 1607 É fundada a Colônia de Virgínia 1624 Ilha de Manhattan é comprada de nativos americanos 1697 Último reduto Maia é conquistado pelos espanhóis | 1610 O chá espalha-se pelo mundo 1637 Japão estabelece proibição de contato com estrangeiros                                     | 1603 Primeira encenação de Hamlet 1610 Galileo Galilei publica suas observações a respeito de Júpiter 1666 Isaac Newton descobre a gravidade                                                                           | 1600 Dinastia de Tu'i Kanokupolu toma o poder em Tonga 1642 Abel Tasman descobre a Nova Zelândia                                                        |
| Século XVIII | 1700 Fim do Império Maravi 1754 Nasce Usmã dã Fodio 1799 Descoberta da Pedra de Rosetta                                                                                         | 1742 Atahualpa lidera no Peru revolta indígena contra a Espanha 1776 É publicada a Declaração da Independência dos Estados Unidos | 1751 China ocupa o Tibete | 1722 Bach compõe O Cravo Bem Temperado 1769 Invenção do motor a vapor 1789 Revolução Francesa 1796 Edward Jenner inventa a vacina                                                                                      | |
|              | África | América | Ásia | Europa | Oceania |
| Século XIX   | 1869 É inaugurado o Canal de Suez 1896 Batalha de Adua 1879 Batalha de Isandlwana                                                                                               | 1821 Bolívar liberta a Venezuela 1822 Declarada a Independência do Brasil 1864 Guerra do Paraguai 1876 Thomas Edison funda o primeiro laboratório de pesquisas industriais 1876 Primeira transmissão telefônica                                               | 1868 Fim da política de isolamento japonesa                                                                                      | 1830 George Stephenson constrói a primeira ferrovia 1859 A Origem das Espécies 1882 Teoria Microbiana da Doença é comprovada                                                                                           | 1840 Tratado de Waitangi é assinado 1845 Guerras Maoris                                                                                                 |
| Século XX    | 1956 Guerra do Suez 1967 Guerra dos Seis Dias 1996 Fim do apartheid | 1903 Irmãos Wright realizam o primeiro voo de um aeronave controlada, mais pesada que o ar 1908 Ford constrói o Model T 1928 Primeira transmissão de televisão 1929 Grande depressão 1964 Golpe militar de 1964 1969 Internet 1989 Eleições diretas no Brasil | 1934 Grande Marcha de Mao 1945 Bombardeamentos atômicos de Hiroshima e Nagasaki                                                  | 1901 Guglielmo Marconi realiza a primeira transmissão de rádio transatlântica 1917 Revolução Russa 1928 Descoberta da penicilina 1933 Adolf Hitler é eleito chanceler da Alemanha 1986 - Acidente nuclear de Chernobyl | 1915 Australianos e neozelandeses engajam-se na Campanha de Galípoli                                                                                    |